# 艾夫尔
艾夫尔（法語：Aiffres，法語發音：[ɛfʁ]）是法国德塞夫勒省的一个市镇，属于尼奥尔区。

## 地理
艾夫尔（46°17'11"N, 0°25'2"W）面积25.72 平方千米，位于法国新阿基坦大区德塞夫勒省，该省份为法国西部内陆省份，北起曼恩-卢瓦尔省，西接旺代省，南至夏朗德省和滨海夏朗德省，东临维埃纳省。
与艾夫尔接壤的市镇（或旧市镇、城区）包括：尼奥尔、普拉埃克、圣马丹德贝尔讷古、圣桑福里安、武耶。

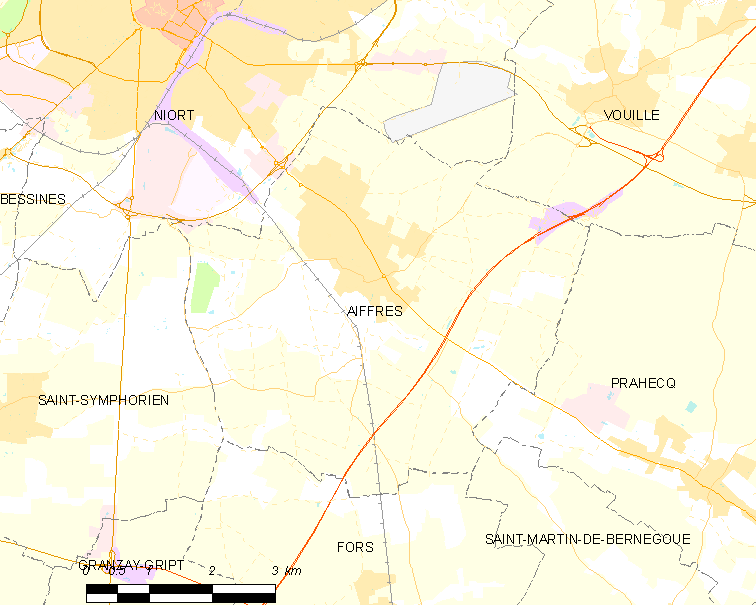
艾夫尔的OSM定位图

艾夫尔的时区为UTC+01:00、UTC+02:00（夏令时）。

## 行政
艾夫尔的邮政编码为79230，INSEE市镇编码为79003。

## 政治
艾夫尔所属的省级选区为尼奥尔平原县。

## 人口

1962-2008年间艾夫尔人口变化图示

艾夫尔于2022年1月1日时的人口数量为5423人。